# Leonor Sánchez
Leonor Sánchez Vicuña (1869-31 de enero de 1940) fue una ama de casa chilena, cónyuge del presidente de la República Emiliano Figueroa Larraín y, en esa condición, acompañó a su marido durante su mandato en la presidencia de la República de Chile entre 1925 y 1927. Ostentando el cargo protocolar de primera dama de Chile.

## Biografía
Fue hija de Teodoro Sánchez Foulkner y de Teresa Vicuña Vicuña.
Contrajo matrimonio el 12 de abril de 1889 en la Parroquia El Sagrario con el entonces abogado Emiliano Figueroa, con quien tuvo cuatro hijos: Blanca, Carlos, Berta y Francisco.
Leonor Sánchez Vicuña, falleció el 31 de enero de 1940. Su tumba se encuentra en el Cementerio General de Santiago.